# Entoloma tenuipes
Entoloma tenuipes är en svampart som beskrevs av Murrill 1917. Entoloma tenuipes ingår i släktet Entoloma och familjen Entolomataceae.   Inga underarter finns listade i Catalogue of Life.